# سندر
السَّنْدَر أو القَان (الاسم العلمي: Betula papyrifera) نوع أشجار يتبع جنس القَضْبَان من الفصيلة القضبانية، تصنع منه القِسِيّ والسِّهَام.